# Jorge Atalah
Jorge Nicolás Atalah Moya (Viña del Mar, 22 de octubre de 1968) es un tirador chileno. Atalah ganó una medalla de plata en tiro skeet en el 2004 ISSF Taza Mundial en São Paulo, Brasil, con una puntuación total de 147 puntos. Atalah es hijo de Nicolás Atalah, quién compitió en la misma disciplina en los Juegos Olímpicos de México 1968.
Atalah hizo su debut oficial en los Juegos Olímpicos de Atenas 2004, donde finalizó en la posición 31.° en tiro skeet masculino con una puntuación total de 117 puntos, compartiendo su posición con el barbadense Michael Maskell, el alemán Axel Wegner y el británico Richard Brickell.
En los Juegos Olímpicos de Pekín 2008, Atalah compitió por segunda vez con 39 años en tiro  skeet masculino, finalizando 28.° con una puntuación total de 111 puntos.
Atalah compitió en los Juegos Bolivarianos de 2013, obteniendo una medalla de plata en tiro skeet luego de perder en la final con el peruano Nicolás Pacheco.
En 2014, Atalah obtuvo una medalla de bronce en tiro skeet en los Juegos Suramericanos de 2014 realizados en Santiago, tras derrotar 16-15 al peruano Rodolfo Matellini.